# Ben Foster (skladatel)
Ben Foster (* 1977) je britský hudební skladatel, orchestrátor a aranžér se zaměřením na filmovou a televizní produkci. Vystupuje také jako dirigent, například s Peterem Gabrielem na jeho turné Scratch my Back nebo celkem pětkrát na BBC Proms.

## Hudební kariéra
Studoval dirigování a kompozici na Guildhall School of Music and Drama. V roce 2001 získal stipendium Britské akademie k magisterskému studiu na National Film and Television School u profesorů Francise Shawa a Petera Howella. Už jako student vyhrál Lutoslawského skladatelskou cenu. Počátkem 21. století se poprvé podílel na rockových nebo popových mládežnických albech interpretů jako Toploader, Gary Barlow, S Club, Boyzone nebo Nikki Cleary. Psal také hudbu k reklamním kampaním, např. pro The Times, Ford StreetKa, Sprite nebo Burger King. Brzy se však začal věnovat filmové hudbě, zpočátku ke krátkým filmům a v roce 2004 poprvé i k celovečernímu snímku Playground Logic. 
Jako aranžér či orchestrátor nebo též jako dirigent se podílel na snímcích Stopařův průvodce po Galaxii (2005), Pitva mimozemšťana (2006), Horší než smrt (2007) nebo 27 šatů (2008). Když se BBC rozhodla od roku 2005 znovu obnovit sci-fi seriál Doctor Who (česky Pán času, 2005–2013), obrátila se na něj, aby aranžoval a nahrál hudbu, kterou napsal Murray Gold. S Goldem se pak podílel jako spoluautor hudby i na odvozeném seriálu Torchwood (2006–2008) a samostatně napsal hudbu k jeho 3. řadě, která byla uvedena jako pětidílná minisérie pod názvem Torchwood: Children of Earth (2009). Za práci na Torchwoodu získal 3 nominace na velšskou cenu BAFTA v kategorii nejlepšího původního soundtracku, a to v letech 2006, 2007 a 2009.
Dále pokračoval v práci na filmové hudbě např. ke snímkům Čachtická paní (2009), Robin Hood (2010), Mezi vlky (2011) a Prometheus (2012). Na posledně jmenovaném filmu spolupracoval s dvorním skladatelem Ridleyho Scotta Marcem Streitenfeldem. V roce 2014 spolupracoval na televizních seriálech Hidden Kingdoms, Happy Valley nebo Our Girl.
Jako dirigent pravidelně spolupracoval s London Session Orchestra a BBC National Orchestra of Wales a zaznamenal také spolupráci s BBC Philharmonic, Royal Philharmonic Orchestra, Czech Film Orchestra nebo s London Symphony Orchestra, Melbourne Symphony Orchestra a dalšími. V roce 2008 byl předsedou poroty v soutěži BBC Young Musician of the Year Awards. V letech 2009–2011 dirigoval orchestr na turné s Peterem Gabrielem k jeho albům Scratch My Back a New Blood. V roce 2012 se podílel s Davidem Arnoldem na částech závěrečného ceremoniálu letních lympijských her v Londýně. Spolupracoval i na albu Paula McCartneyho New (2013).